# Santiago Altamira
Santiago Altamira (14 de febrero de 1992) es un futbolista mexicano profesional que juega como defensa. Actualmente juega para Morelia.